# 花樣中年
《花樣中年》（英語：Life Begins At Forty），香港無綫電視翡翠台時裝溫情劇集，於2003年12月22日至2004年1月16日期間首播，共20集，由方中信、佘詩曼、錢嘉樂、蔣志光及向海嵐領銜主演，由姚嘉妮、鄭嘉穎及楊思琦聯合演出，監製羅永賢。

## 故事大綱
墮入「男人四十」的交叉點…… 中年男人最痛、最苦、最怕的會是甚麼？三個同居房客兼好友韋福榮 (方中信飾) 、陳炳基 (錢嘉樂飾)、羅家輝 (蔣志光飾)，臨屆中年危機的心理關口，同樣有著「男人四十」的困惑…… 
曾一度叱吒廣告界的創作人福榮，近年狀態不復當年勇，地位逐漸被年輕有為的上司關子淇 (佘詩曼飾)取替。子淇在工作上力求完美，對福榮諸多挑剔，可是在二人獨處時，她卻變成非常依賴及異常脆弱的女子，令福榮陷於史無前例的迷惘與焦慮之中…… 炳基為補習天王之父，表面上玩世不恭，縱情濫愛，其實在他心中卻一直念念不忘前妻阮小梅。一日，一名女子自稱是他的女兒，令這個情場老手，也頓時束手無策…… 
熱衷戲劇的家輝，不願繼承父業，故常與父親僵持不下。他在感情上連番遭遇失敗，事業又未見起色。一次的義演遇上大明星莫曉男 (向海嵐飾) ，成為一對鬥氣冤家…… 
面對「男人四十」，他們最懼怕的原來是……

## 演員表

### Ally Workshop廣告公司
| 演員   | 角色                     | 關係 | 暱稱                         |
|        | YP                       | 「Ally Workshop」廣告公司總經理 韋福榮、關子淇上司 |                              |
| 佘詩曼 | 關子淇                   | 「Ally Workshop」廣告公司創作主任（第2集加入） 第11集升為ECD（執行創作主任） 韋福榮女友兼上司（第15集分手） 參見關家 | Kelly Kwan                   |
| 方中信 | 韋福榮                   | 1987年香港大學「勁歌勁Band俊男組」組員之一 「Ally Workshop」廣告公司創作總監（第12集辭職） 1985年獲新人獎 1986—1988年獲全港十大出色廣告獎 1989—1990年獲至尊廣告大獎 1991—1995年獲亞太區金帆獎 關子淇、王慧前男友 與羅家輝、陳炳基同屋共住 第13集加入「寶靈廣告公司」創作總監 參見寶靈廣告公司 | Ray Wai Ray少 阿厘 阿大 大佬 |
| 李國麟 | 司徒慕龍                 | 「Ally Workshop」廣告公司客戶服務部職員 韋福榮朋友 |                              |
| 黃泆潼 | Ann                      | 「Ally Workshop」廣告公司職員 韋福榮祕書 喜歡韋福榮 Peter女友（第16集交往） |                              |
| 蘇敏聰 | Peter                    | 「Ally Workshop」廣告公司職員 韋福榮下屬 Ann男友（第16集交往） |                              |
| 阮德鏘 | Michael                  | 「Ally Workshop」廣告公司職員 韋福榮下屬 第16集升創作主任 |                              |
| 甘子正 | Kings                    | AW職員 |                              |
| 鄭安彤 | Eva                      | AW職員 |                              |
| 雷 恩  | Icy                      | AW職員 |                              |
| 潘冠霖 | Ada                      | AW職員 |                              |
| 何志祥 | Jack                     | AW職員 |                              |
| 黃子衡 | Steve                    | AW職員 |                              |
| 殷 櫻  | Jade                     | |                              |
| 陳思露 | Eva                      | |                              |
| 黃俊紳 | AW職員                   | |                              |
| 張曉嵐 | AW職員 廣告男女          | |                              |
| 湯百山 | AW職員                   | |                              |
| 陸駿光 | AW職員 廣告男女          | |                              |
| 陳念君 | Su AW職員                | 「Ally Workshop」廣告公司接待員 |                              |
| 湯俊明 | Alan                     | 「Ally Workshop」廣告公司職員 關子淇下屬 |                              |
| 張智軒 | Billy                    | 「Ally Workshop」廣告公司職員 關子淇下屬 |                              |
| 朱婉儀 | Carmen                   | 「Ally Workshop」廣告公司職員 關子淇下屬 |                              |
| 黎諾懿 | AW電腦員 廣告男女 AW職員 | 「Ally Workshop」廣告公司電腦員 （第13集） |                              |

### 尖端教室教育中心
| 演員   | 角色                       | 關係 | 暱稱                |
| 錢嘉樂 | 陳炳基                     | 「尖端教室」教育中心校長（補習社老闆） 阮小梅中學同學兼前夫 阮伊彤之父 楊寧之表姐夫兼前男友（曾復合又分手） 與韋福榮、羅家輝同屋共住 木嘴強、啄地雞、蛇仔明中學舊同學 媚前男友 第16集結束「尖端教室」轉開酒吧 Jenny之夫（第20集） | 校長 大炮基 Necolas |
| 姚嘉妮 | 楊 寧                      | 「尖端教室」教育中心職員（第2集兼職） 阮小梅之表妹 阮伊彤之表姨 陳炳基前女友（曾復合又分手） 第16集至美國讀書 Richaed、Victor同事 Johnny、Rita、Man美國同學 第20集參加陳炳基婚禮時已結婚且懷孕                                    | 寧寧 阿Ling         |
| 陳凱怡 | 阮伊彤                     | 「尖端教室」教育中心踢館學生兼職員（第2集） 陳炳基、阮小梅之女 楊寧之表姨甥女 | Monique 彤彤        |
| 黃梓瑋 | Betty 補習社職員           | 「尖端教室」教育中心職員 陳炳基下屬 |                     |
| 許明志 | 尖端職員 補習社職員        | 「尖端教室」教育中心職員 陳炳基下屬 |                     |
| 林影紅 | 尖端職員 補習社職員 記者乙 | 「尖端教室」教育中心職員 陳炳基下屬 |                     |
| 胡定欣 | 尖端職員 補習社職員        | 「尖端教室」教育中心職員 陳炳基下屬 |                     |
| 沈可欣 | 補習社職員                 | 「尖端教室」教育中心職員 陳炳基下屬 |                     |

### 秋天劇團
| 演員   | 角色   | 關係 | 暱稱        |
| 楊英偉 | 盧Sir  | 「秋天劇團」團長 |             |
| 蔣志光 | 羅家輝 | 「秋天劇團」臨時演員 視史坦尼斯拉夫斯基為偶像 羅德信之子 羅家聰之兄 與韋福榮、陳炳基同屋共住 Sam前男友（同性戀者） 莫曉男好友 第16集回「長河集團」任職總經理 第20集腦癌病逝 |             |
| 向海嵐 | 莫曉男 | 女明星 羅家聰外遇對象 羅家輝好友 劇集「誰偷走了我的鞋子」女主角 莫家男之母                                                                                                  | Jackie 男姐 |
| 胡諾言 | 明     | 「秋天劇團」團員 |             |
|        | 蓉     | 「秋天劇團」團員 |             |
| 羅君左 | 立     | 「秋天劇團」團員 |             |
| 邵傳勇 | 祺     | 「秋天劇團」團員 |             |
| 鍾曉瑩 | 群     | 「秋天劇團」團員 |             |

### 關家
| 演員   | 角色   | 關係 | 暱稱       |
| 谷 峰  | 關 琛  | 魯芬之夫 關子淇之爺爺 |            |
| 羅 蘭  | 魯 芬  | 關琛之妻 關子淇之嬤嬤 |            |
| 胡 楓  | 柴 丹  | 許芬之夫 關子淇之公公 |            |
| 梁葆貞 | 許 芳  | 柴丹之妻 關子淇之婆婆 |            |
| 佘詩曼 | 關子淇 | 關琛、魯芬之孫女 柴丹、許芬之外孫女 韋福榮之前女友兼上司 在日本與偉強發生婚外情 1998年在「R&B廣告公司」獲青年廣告大獎 邢志健前妻（第20集離婚） 參見Ally Workshop廣告公司 | Kelly Kwan |

### 寶靈廣告公司
| 演員   | 角色    | 關係 | 暱稱                         |
| 汪 琳  | 王 慧   | 「寶靈廣告公司」老闆 第16集擴展成為「新寶靈廣告公司」 韋福榮前女友（第19集交往隨即分手）                                         | 慧慧                         |
| 方中信 | 韋福榮  | 第13集加入「寶靈廣告公司」任職創作總監（第20集辭職） 第19集與王慧交往隨即分手 第20集跳槽至其他廣告公司 參見Ally Workshop廣告公司 | Ray Wei Ray少 阿厘 阿大 大佬 |
| 鄭 祖  | 劉鎮廣  | 「寶靈廣告公司」廣告撰稿人 陸小寶之夫                                                                                            | 大隻廣                       |
| 戴少民 | 昌      | 「寶靈廣告公司」職員 | 木獨佬                       |
| 章志文 | Richard | 「寶靈廣告公司」職員 |                              |
| 李思蓓 | Janet   | 「寶靈廣告公司」會計 |                              |
| 伍濼文 | Eva     | |                              |
| 鄭世豪 | David   | 「寶靈廣告公司」會計 |                              |
| 朱凱婷 | Jenny   | 「新寶靈廣告公司」職員 陳炳基之妻（第20集）                                                                                      |                              |

### 其他演員
| 演員   | 角色                  | 關係 | 暱稱 |
| 鄭嘉穎 | 邢志健                | 腦科醫生 關子淇之夫，於第20集離婚                                                                       | Ken  |
| 楊思琦 | 阮小梅                | 白田邨居民，後至舊金山長住 陳炳基中學同學兼前妻 阮伊彤之母 2000年骨癌病逝                               | 奀妹 |
| 王維德 | Albere To             | 1987香港大學「勁歌勁Band俊男組」成員之一 韋福榮大學同學（第1集）                                        |      |
| 魏惠文 | Brian                 | 1987香港大學「勁歌勁Band俊男組」成員之一 韋福榮大學同學 由議員助理（1983）升為政府高官（2003）（第1集） |      |
| 王偉樑 | Calvin                | |      |
| 陳敏之 | 電單車少女            | 騎電單車欲幫忙陳炳基之少女（第1集）                                                                     |      |
| 曾健明 | 裁縫師傅 羅 生        | （第1集） （第5集）                                                                                     |      |
| 盧永匡 | Sam                   | 羅家輝前男友                                                                                            |      |
| 李思捷 | 便利店店長/便利店店員 | 便利店員（第1集） 第16集為便利店店長                                                                    |      |
| 許文翹 | 陳炳基（少年）        | |      |
| 鄭俊弘 | 酒店職員              | |      |
| 陳嘉露 | 酒店職員              | |      |
| 陳狄克 | 齊                    | 羅德信之司機                                                                                            |      |
| 周 驄  | 羅德信                | 「長河集團」總裁 羅家輝、羅家聰之父                                                                     |      |
| 梁輝忠 | 經 理                 | |      |
| 杜大偉 | 麻煩客人              | 「Mike國際」職員 「Ally Workshop」廣告公司客戶之一（第2集）                                             |      |
| 華忠男 | 工廠老闆              | 公仔舖老闆 「Ally Workshop」廣告公司客戶之一（第2集）                                                   |      |
| 張國威 | 木嘴強                | 「白田邨」居民 陳炳基中學同學（第2集）                                                                  |      |
| 劉深宜 | 啄地雞                | 「白田邨」居民 陳炳基中學同學（第2集）                                                                  |      |
| 趙敏通 | 蛇仔明                | 「白田邨」居民 陳炳基中學同學（第2集）                                                                  |      |
| 何啟南 | 羅家聰                | 羅德信之次子 羅家輝之弟 莫曉男外遇對象 莫曉男腹中孩子之父                                               |      |
| 游 颷  | 護衛員 廣告男女       | 「Ally Workshop」廣告公司之大樓停車廠護衛員（第2集） （第13集）                                         |      |
| 周家怡 | Karen                 | 莫曉男助理                                                                                              | 阿茄 |
| 何偉業 | 導 演                 | （第3集）                                                                                               |      |
| 張漢斌 | 攝影師（Raymond）     | （第3、17集）                                                                                           |      |
| 林映暉 | 偉強妻                | （第3集）                                                                                               |      |
| 蘇麗明 | 護 士 夜總會PR        | （第4集） 夜總會公關小姐（第12集）                                                                      |      |
| 楊 娜  | 護 士                 | （第4集）                                                                                               |      |
| 高俊文 | 客 人                 | 電腦公司職員 「Ally Workshop」廣告公司客戶之一（第4集）                                                 |      |
| 黃碧玲 | Cindy                 | 莫曉男助理                                                                                              |      |
| 蒲茗藍 | Johnson               | 楊寧追求者（第5集）                                                                                     |      |
| 蘇頌康 | AW保安 長河經理       | （第5集） 「長河集團」經理（第12集）                                                                    |      |
| 姚瑩瑩 | 張樂兒                | Perrt 韋福榮前女友                                                                                      |      |
| 林佳蓉 | 榮舊同事 廣告男女     | 韋福榮舊同事（第5集） （第13集）                                                                        |      |
| 寧 進  | 榮舊同事 廣告男女     | 韋福榮舊同事（第5集） （第13集）                                                                        |      |
| 羅泳嫻 | -                     | 性感女郎（第6集）                                                                                       |      |
| 羅泳嫻 | -                     | 「長河集團」羅德信祕書（第12集）                                                                        |      |
| 李心儀 | -                     | 性感女郎（第6集）                                                                                       |      |
| 邵卓堯 | -                     | 「尖端教室」神祕人（第6集）                                                                             |      |
| 邵卓堯 | AW高層                | 「Ally Workshop」高層（第13集）                                                                         |      |
| 張貝茜 | -                     | 化驗所職員（第6集）                                                                                     |      |
| 蔡康年 | 朱 明                 | 曾至「尖端補習社」應徵遭拒（第8集） 「巔峰補習社」老闆（第12集開幕） 第15集無牌經營，遭教育局查封       |      |
| 郭卓樺 | 長河護衛 護衛員       | （第8集） （第19集）                                                                                    |      |
| 蔡國慶 | KK Wong               | 「長河集團」收購者之一（第8集）                                                                         |      |
| 張熙傑 | DJ                    | 電台節目訪問陳炳基（第8集）                                                                             |      |
| 葉 暐  | 老 師 廣告男女        | （第8集） （第13集）                                                                                    |      |
| 徐 榮  | 老 師                 | （第8集）                                                                                               |      |
| 周飛言 | 媚                    | 陳炳基前女友（第9集）                                                                                   |      |
| 鍾志光 | 醫 生                 | 星仔主治醫生（第9集）                                                                                   |      |
| 鄧汝超 | 聰司機                | （第10集）                                                                                              |      |
| 李霖恩 | 地產經紀              | （第11集）                                                                                              |      |
| 許啟明 | 榮小童                | 韋福榮童年                                                                                              |      |
| 謝朗庭 | 基小童                | 陳炳基童年                                                                                              |      |
| 陳啟南 | 輝小童                | 羅家輝童年                                                                                              |      |
| 梁健平 | Dan/導演              | （第11、17集）                                                                                          |      |
| 夏竹欣 | 夜總會PR              | 夜總會公關小姐（第12集）                                                                                |      |
| 黃蘊妍 | 夜總會PR              | 夜總會公關小姐（第12集）                                                                                |      |
| 何仲源 | 長河職員              | 「長河集團」職員（第12集）                                                                              |      |
| 何仲源 | 消防員                | （第13集）                                                                                              |      |
| 何仲源 | 寧友人                | 楊寧同事（第17集）                                                                                      |      |
| 裘卓能 | 長河職員 消防員       | 「長河集團」職員（第12集） （第13集）                                                                   |      |
| 宋芝齡 | 長河職員              | 「長河集團」職員（第12集）                                                                              |      |
| 林遠迎 | 長河經理              | 「長河集團」經理（第12集）                                                                              |      |
| 招石文 | 客 戶                 | 「Ally Workshop」廣告公司客戶（第12集）                                                                 |      |
| 嚴文軒 | 客 戶                 | 「Ally Workshop」廣告公司客戶（第12集）                                                                 |      |
| 王少萍 | 女 子 電台DJ          | （第13集） （第19集）                                                                                   |      |
| 余慕蓮 | 阿 婆                 | 電器行看廣告之阿婆（第13集）                                                                            |      |
| 麥子樂 | 學 生                 | 「尖端教育中心」學生（第13集）                                                                          |      |
| 陳 堃  | 學 生                 | 「尖端教育中心」學生（第13集）                                                                          |      |
| 霍建邦 | 記 者/ 消防員         | （第13集）                                                                                              |      |
| 羅天池 | 記 者 記者甲          | （第13、15集） （第16、19集）                                                                           |      |
| 趙敏通 | 記 者 消防員          | （第13、15集） （第13集）                                                                               |      |
| 林影紅 | 記 者 記者乙          | （第13、15集） （第16集）                                                                               |      |
| 卓 兒  | 記 者                 | （第13、15集）                                                                                          |      |
| 卓 兒  | 寧友人                | 楊寧同事（第17集）                                                                                      |      |
| 羅浩楷 | Albert                | 莫曉男經紀人（第13、15集）                                                                              |      |
| 簡慕華 | 廣告公司接待員        | 「R&B廣告公司」接待員（第13集）                                                                         |      |
| 孫季卿 | 管理員                | 關家所住之大樓看更（第13集）                                                                            |      |
| 郭德信 | 廣告公司經理          | 「R&B廣告公司」經理 關子淇前老闆（第13集）                                                              |      |
| 黎銘諾 | 救護員 記者丙         | （第13集） （第19集）                                                                                   |      |
| 貝汶淇 | 啤酒女郎              | 酒吧啤酒妹（第13、14、15集）                                                                            |      |
| 陳丹丹 | 啤酒女郎              | 酒吧啤酒妹（第13、14、15集）                                                                            |      |
| 潘芷蕾 | 啤酒女郎              | 酒吧啤酒妹（第13、14、15集）                                                                            |      |
|        | 廣告男女              | （第13集）                                                                                              |      |
| 林敏儀 | 廣告男女 客 戶        | （第13集） 「寶靈廣告公司」客戶第15集）                                                                 |      |
| 黃嘉樂 | 廣告男女              | （第13集）                                                                                              |      |
| 劉天龍 | 廣告男女              | （第13集）                                                                                              |      |
| 陳佩思 | 廣告男女              | （第13集）                                                                                              |      |
| 宋紫盈 | 廣告男女 護 士        | （第13集） （第16集）                                                                                   |      |
| 鄭家生 | 志華哥                | 桑拿老闆 「寶靈廣告公司」客戶（第14集）                                                                 |      |
| 陳楚翹 | 護 士                 | （第14集）                                                                                              |      |
| 陳勉良 | 臨時演員              | 桑拿廣告臨時演員（第14集）                                                                              |      |
| 王冠忠 | 臨時演員 廣告中老公   | 桑拿廣告臨時演員（第14集） （第15集）                                                                   |      |
| 車保羅 | 客 戶                 | 「寶靈廣告公司」客戶（第15集）                                                                          |      |
| 李霖恩 | 客 戶                 | 「寶靈廣告公司」客戶（第15集）                                                                          |      |
| 王可惠 | 大搜查主持            | （第15集）                                                                                              |      |
| 何綺雲 | 廣告中老婆 寧友人     | （第15集） （第17集）                                                                                   |      |
| 陳 琪  | 演 員                 | （第16集）                                                                                              |      |
| 林佩君 | 寶                    | 劉探廣之妻（第16集）                                                                                    |      |
| 鄺佐輝 | 醫 生                 | （第17、18集）                                                                                          |      |
| 蔣 克  | 演 員                 | （第17集）                                                                                              |      |
| 梁珈詠 | 便利店店員            | （第17集）                                                                                              |      |
| 鍾建文 | 寧友人                | 楊寧同事（第17集）                                                                                      |      |
| 李啟傑 | 寧友人                | 楊寧同事（第17集）                                                                                      |      |
| 陳瑞華 | 寧友人                | 楊寧同事（第17集）                                                                                      |      |
| 呂沛霖 | 職員甲                | （第18集）                                                                                              |      |
| 嚴 俊  | 職員乙                | （第18集）                                                                                              |      |
| 卓 躒  | Johnny                | 楊寧美國同學（第18集）                                                                                  |      |
| 夏竹欣 | Rita                  | 楊寧美國同學（第18集）                                                                                  |      |
| 趙永洪 | Man                   | 楊寧美國同學（第18集）                                                                                  |      |

## 收視
以下為本劇於香港無綫電視翡翠台之收視紀錄：
| 週次 | 集數  | 日期                         | 平均收視 | 最高收視 |
| 1    | 01-05 | 2003年12月22日-12月26日      | 24點     |          |
| 2    | 06-10 | 2003年12月28日-2004年1月1日  | 27點     |          |
| 3    | 11-15 | 2004年1月3日-1月7日          | 26點     |          |
| 4    | 16-20 | 2004年1月9日-1月13日         | 27點     |          |
| 1-4  | 全剧  | 2003年12月22日-2004年1月16日 | 26點     |          |

## 外部連結
- 無綫電視官方網頁 - 花樣中年
- 無綫電視官方網頁(TVBI) - 花樣中年 （页面存档备份，存于）

| 上一套： 大鬧廣昌隆 －2006年4月6日 | 翡翠台第四線重播劇集（2006） 花樣中年 2006年4月18日－2006年5月16日 00:15－01:15 | 翡翠台第四線重播劇集（2006） 花樣中年 2006年4月18日－2006年5月16日 00:15－01:15 | 下一套： 追魂交易 2006年5月17日－ |